# سیارک ۱۸۱۴۹
سیارک ۱۸۱۴۹ (به انگلیسی: 18149 Colombatti، نامگذاری:2000OB58) هجده هزار و صد و چهل و نهمین سیارک کشف شده‌است که در ۲۹ ژوئیه ۲۰۰۰ کشف شد.
قدر مطلق سیارک برابر ۱۱.۲ است.